# Fakulta filozofická Univerzity Pardubice
Fakulta filozofická (FF UPCE) Univerzity Pardubice je jednou ze sedmi fakult pardubické univerzity. Vznikla z Ústavu jazyků a humanitních studií, který existoval na univerzitě již od roku 1992, v roce 1995 přejmenován na Ústav jazyků a humanitních studií. V prosinci roku 2000 byla nově vznikající fakulta akreditována a k 1. lednu 2001 pak oficiálně vznikla pod názvem Fakulta humanitních studií. V roce 2005 byla přejmenována na současný název - Fakulta filozofická. Jejím děkanem je od 1. listopadu 2019 doc. Mgr. Jiří Kubeš, Ph.D. V současné době je studium na fakultě rozděleno do tří stupňů (bakalářské, navazující magisterské a doktorské) a na fakultě studuje kolem 1300 studentů. V září 2018 získala fakulta tzv. institucionální akreditaci v oblasti historické vědy, na základě které si může nyní po dobu 10 let sama akreditovat studijní programy v této oblasti.

## Organizační struktura
| Katedra/ústav                                   | Vedoucí (k 1. 2. 2025)            |
| ----------------------------------------------- | --------------------------------- |
| Katedra anglistiky a amerikanistiky (KAA)       | Mgr. Olga Roebuck, Ph.D., M.Litt. |
| Katedra filosofie a religionistiky (KFR)        | Mgr. Ondřej Krása, PhD.           |
| Katedra literární kultury (KLK)                 | Mgr. Kateřina Korábková, Ph.D.    |
| Katedra sociální a kulturní antropologie (KSKA) | Mgr. Milan Durňak, Ph.D.          |
| Katedra věd o výchově (KVV)                     | Ing. Jaroslav Myslivec, Ph.D.     |
| Ústav historických věd (ÚHV)                    | doc. Mgr. Pavel Marek, Ph.D.      |

Od roku 2016 je součástí Fakulty filozofické také odborné pracoviště Centrum pro etiku jako studium hodnoty člověka, které působí při Katedře filosofie a religionistiky. Centrum pro etiku je financováno z evropských grantů. Vedoucím centra je doc. Niklas Forsberg, PhD.

## Nabídka studia a život na fakultě
Na Fakultě filozofické Univerzity Pardubice je možné získat znalosti cizí jazyky, literatury, historie či filosofie, religionistiky nebo sociální a kulturní antropologie. Některé z oborů je možné studovat v kombinacích dvouoborového studia.
Absolventi nacházejí uplatnění ve vědě, pracují ve školství, službách, veřejné správě, kulturních institucích, nadacích nebo cestovním ruchu, marketingu a public relations.
Pravidelnými hosty fakulty jsou významní historici, básníci, spisovatelé, divadelníci a další odborníci přímo z praxe. Spolupořádá přednášky a kulturní akce pro veřejnost. FF UPCE zajišťuje dvouleté studium pedagogiky pro učitele 2. stupně základní školy a učitele střední školy, jehož absolventi získají kompetence pro výuku na 2. stupni základních škol a na středních školách.
Fakulta organizuje program celoživotního vzdělávání Univerzita volného času. Studující v rolích pořadatelů organizují besedy či veřejná čtení poezie a dramatických textů, a také se pravidelně zapojují do mediálních a propagačních aktivit nebo se podílí na tvorbě dokumentárních filmů.
Fakulta filozofická realizuje bakalářské a navazující magisterské studijní programy především v prezenční formě studia. Absolventi navazujících magisterských programů mohou pokračovat v doktorském studiu, které fakulta nabízí v oblasti Filosofie a Historie v českém nebo anglickém jazyce.